# 솁세스카레

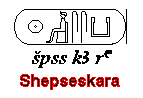

솁세스카레는 이집트 제5왕조의 파라오이다. "레의 영혼은 고귀하다"라는 뜻이다.
솁세스카레는 제5왕조의 파라오 중 가장 알려진 것이 적다. 이집트학 학자인 미로슬라프 베르너(Miroslav Verner)는 그의 통치가 몇 달 되지 않을 것이라고 주장했다. 그 증거로 아부시르에 있는 미완성된 왕의 피라미드를 들었다. 그 피라미드가 왕의 것이라는 점은 밝혀졌지만, 정확히 어떤 왕인지 알 수 있는 증거는 거의 없으며, 피라미드 자체도 기초공사조차 제대로 되지 않은 상태였다.
토리노 파피루스와 마네토에 전하는 바에 의하면 솁세스카레는 7년간 통치하였다.
| 전임 네페리르카레 카카이 | 제4대 이집트 제5왕조의 파라오 기원전 2467년 ~ 기원전 2460년 | 후임 네페레프레 |